# Dilophus spinipes
Dilophus spinipes är en tvåvingeart som beskrevs av Thomas Say 1823. Dilophus spinipes ingår i släktet Dilophus och familjen hårmyggor. Inga underarter finns listade i Catalogue of Life.